# Wikströmska huset
Wikströmska huset är en byggnad uppförd i Sundsvall efter stadsbranden i början av 1890-talet. Bygghere var Gregor Wikström som köpt tomten den 10 september 1889 och som arkitekt anlitades Adolf Emil Melander.